# Libye italienne
1911–1943/1947
Entités précédentes :
- Vilayet de Tripoli (Empire ottoman)
- République de Tripolitaine
- Émirat de Cyrénaïque

Entités suivantes :
- République de Tripolitaine
- Émirat de Cyrénaïque
- Administration britannique de la Libye
- Territoire du Fezzan

La Libye italienne est un territoire conquis par le royaume d’Italie en Afrique du Nord, à partir de l'invasion de la régence de Tripoli en 1911. Après l'abandon du territoire de l'actuelle Libye par l'Empire ottoman, les Italiens s'assurent progressivement le contrôle du pays qui devient, après des hésitations sur son statut et plusieurs années de très forte insécurité interne, une colonie de peuplement. C'est sous la colonisation italienne que le pays retrouve son nom de Libye, adopté en référence à la Libye antique. Envahie par les Alliés de la Seconde Guerre mondiale, la Libye échappe de fait au contrôle des Italiens dès 1943, mais ce n'est qu'en 1947 que l'État italien renonce officiellement à ses droits sur le pays.

## La conquête

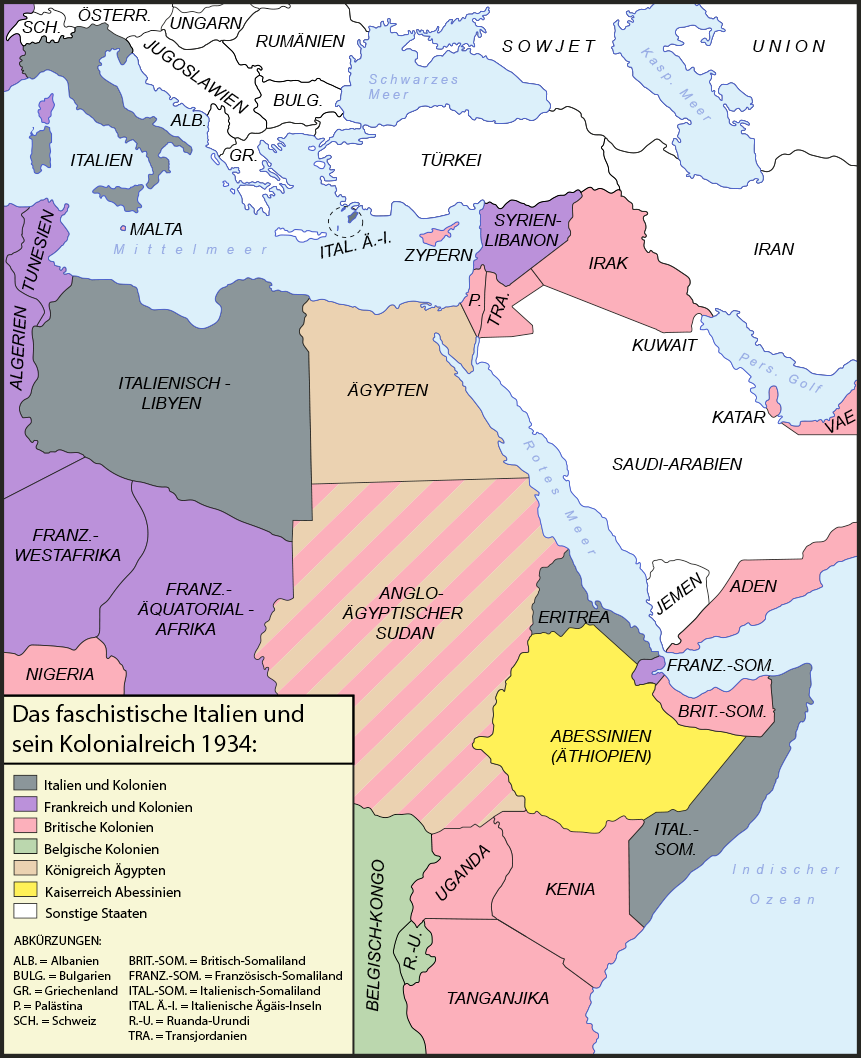
Carte sur l'Italie fasciste avec ses colonies en Europe et en Afrique jusqu'à l'incident de la Baleine

Au début du XXe siècle, le royaume d'Italie cherche à développer son propre empire colonial, pour rivaliser avec les empires français et britannique. Frustrée dans ses ambitions par l'établissement du protectorat français sur la Tunisie, puis par sa défaite contre l'empire d’Éthiopie lors de la première guerre italo-éthiopienne, l'Italie porte ses vues sur le territoire ottoman de la régence de Tripoli, dont elle juge la conquête réalisable. L’Italie peut en outre se prévaloir de lointains antécédents historiques, la Libye antique ayant été une possession de l'Empire romain, et lui ayant d'ailleurs donné un souverain en la personne de Septime Sévère. Sur le plan numérique, on compte avant l'invasion, 100 000 Italiens installés sur les terres de la régence de Tripoli : bien qu'ils constituaient la première communauté étrangère, ils ne représentaient que 10 % de la population totale.
Le président du Conseil italien Giovanni Giolitti, bien qu'ayant peu de penchant pour les entreprises coloniales, approuve le projet et, le 27 septembre 1911, le représentant italien à Constantinople remet un ultimatum à la Sublime Porte, annonçant l'intention de son pays d'occuper la Tripolitaine et la Cyrénaïque pour garantir la vie et les biens de ses propres sujets présents dans la régence de Tripoli. La réponse écrite du chargé d'affaires turc au marquis de San Giulano n'est pas jugée satisfaisante par l'Italie. Les opérations militaires commencent dès le 29 septembre et, le 5 octobre, 1 732 marins, sous le commandement du capitaine Umberto Cagni, sont envoyés sur Tripoli. Tobrouk est occupé dès le 4 octobre, et Benghazi le 20 octobre. Les Turcs résistent mieux que prévu, mais le conflit tourne finalement à l'avantage des Italiens, qui contrôlent toute la zone côtière au printemps 1912. Dès le 5 novembre 1911, un décret royal déclare la Tripolitaine et la Cyrénaïque parties intégrantes du royaume d'Italie. Au printemps 1912, la zone côtière est entre les mains des Italiens. Le 17 octobre 1912, par le traité d'Ouchy, l'Empire ottoman renonce à sa souveraineté sur les régions conquises par l'Italie.

## Un pays instable au statut mal défini
Pendant la colonisation italienne, contrairement aux Français en Algérie, ou aux Britanniques en Égypte, qui le considéraient comme « archaïque », le système tribal est maintenu par les Italiens. Du fait de son histoire au sein de l'Empire ottoman, l'ensemble constitué sous le nom de « Libye » recouvrait en fait les régions historiques de Tripolitaine et Cyrénaïque, et il y avait toujours eu un dualisme et des rivalités entre les deux : la Cyrénaïque était plutôt un prolongement de l'Égypte, et l'arabe dialectal parlé était beaucoup plus proche de celui parlé en Égypte que celui parlé en Algérie ou en Tunisie, à l'ouest de la Tripolitaine. De ce fait, la Tripolitaine était une composante du Maghreb, au nord-Ouest de l'Afrique. Au sud, la région comprenait le prolongement du grand désert du Sahara, avec le désert du Calenscio, et est appelée le Fezzan. Cette région est historiquement très proche de la Cyrénaïque, par choix de ses chefs tribaux. Auparavant, avant 1911, le nom de « Libye » n'était jamais appliqué, et les Turcs prenaient en considération les différences entre les deux grands ensembles, d'autant plus qu'ils étaient autonomes, avec leurs propres administrations et modes de vie, et coutumes tribales ancestrales.

### La parenthèse autonomiste

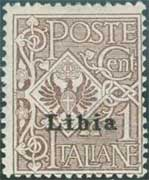
Premier timbre italien en Libye (1912).

Après la capitulation des Ottomans, seule la Tripolitaine est réellement contrôlée par l’armée royale italienne. À l’intérieur de la Libye actuelle (principalement dans le Fezzan), la guérilla indigène continue. Les Turcs n'évacuent que lentement le pays, des forces conduites notamment par Enver Pacha restent sur place pour continuer la lutte. Le pays n'est nullement pacifié, et les combats continuent dans le Fezzan jusqu'en 1914. En 1915, et avant même l'entrée de l'Italie dans le conflit mondial, une nouvelle révolte éclate dans le Fezzan : en 1916, l'Italie ne contrôle qu'une partie des villes et doit faire face aux avant-postes turcs et à l'influence de la confrérie des Sanussi. En Tripolitaine, une chefferie d'ascendance berbère, débitrice des Ottomans mais plus ou moins loyale envers les Italiens, affirme son autorité. Durant la Première Guerre mondiale, Suleyman Al Baruni, nommé par le sultan « Gouverneur général et Commandant de la Tripolitaine », revient en Libye en octobre 1916 avec le soutien de l'Empire ottoman et de l'Empire allemand. Les Sanussi structurent quant à eux leur pouvoir en Cyrénaïque. À la fin de la guerre, Ottomans et Allemands évacuent l'Afrique, mais laissent Al-Baruni aux commandes d'une république de Tripolitaine.

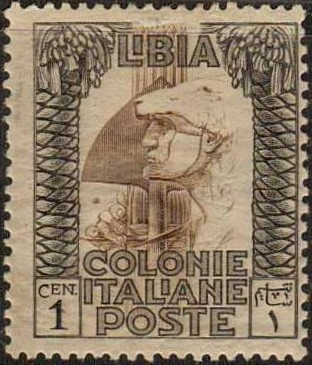
Timbre de 1921.

En vertu de l'article 13 du pacte de Londres de 1915, la France et la Grande-Bretagne concèdent à l'Italie des rectifications territoriales en 1919. Paris laisse à la Libye, du côté algérien, les oasis de Barkat et de Fehout avec les angles qui pénétraient dans le territoire tripolitain. Paris abandonne aussi la route caravanière de Ghadamès à Ghat (accord franco-italien du 12 septembre 1919). Londres cède à la Libye, du côté égyptien, les oasis de Djarboub et Koufra. La Grande-Bretagne acquiert dans cette négociation la baie de Sollum (accord Titoni-Milner de septembre 1919, accord complémentaire de Londres de février-mars 1920 et traité italo-égyptien du 6 décembre 1925). 
Le royaume d'Italie, devant choisir entre affrontement et négociation, promulgue finalement, le 1er juin 1919, une loi fondamentale garantissant une large autonomie à la Tripolitaine, tout en se réservant l'autorité sur l'armée, la diplomatie et la justice du nouvel État. Une loi similaire est votée en octobre pour l'émirat de Cyrénaïque et, en 1920, l'Italie reconnaît le titre d'Émir à Idris, chef de la confrérie Sanussi. Les accords ne sont finalement pas respectés : l'Italie prévoit d'envoyer des renforts et les Libyens font preuve de mauvaise volonté. Dès la fin de 1921, Giuseppe Volpi est nommé gouverneur de la Tripolitaine et engage des opérations de reconquête. Un débarquement italien a lieu à Misrata, dont Volpi est fait comte en janvier 1922. L'arrivée au pouvoir de Benito Mussolini en 1922 et la montée en puissance du fascisme en Italie conduit à un renforcement de la politique italienne contre les rebelles libyens. De 1921 à 1925, Volpi entreprend de nouvelles campagnes et prend Misurata, la Djeffara, le djebel Nefoussa et Garian. L'émir Idris part en exil dès 1922. Briser en Cyrénaïque la résistance farouche des partisans des Sanussi est l'œuvre des généraux Mombelli et Bongiovanni. Il appartient ensuite à Emilio De Bono (successeur de Volpi) en Tripolitaine et à Attilio Teruzzi en Cyrénaïque d'étendre le territoire passé sous contrôle italien. En 1925, un accord avec le royaume d'Égypte garantit l'imperméabilité de la frontière orientale. En 1926, Mussolini lui-même se rend à Tripoli et réaffirme l'orientation coloniale du régime ; l'année suivante, les Italiens occupent le fond du golfe de Syrte.
En 1927 est créée une « citoyenneté italienne libyque », qui donne un statut aux indigènes, en les maintenant néanmoins dans une position sociale inférieure à celles des Italiens de la métropole, et en retrait par rapport au statut de 1919 : les Libyens n'ont pas le droit de réunion, de créer un journal et d'exercer une profession libérale en Italie. Par ailleurs, le regard porté par l'État fasciste italien sur les populations du pays diffère : si les Arabes sont envisagés, en tant que « peuple guerrier » dans l'imaginaire italien, comme des éléments pouvant être éventuellement associés au pouvoir, les éléments noirs africains sont envisagés explicitement dans plusieurs textes comme « des mineurs qui ont vocation à rester éternellement mineurs, sans aucun droit ». On retrouve là une politique classique de différenciation raciale au service de la domination coloniale.

### La répression des résistances en Libye

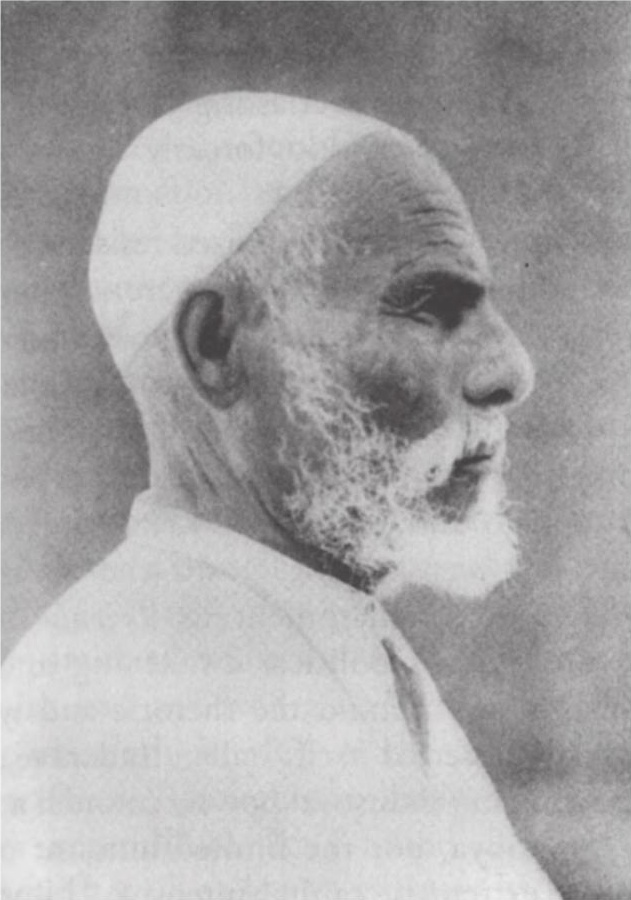
Le cheikh Omar al-Mokhtar mène une guérilla contre les Italiens jusqu'en 1931.

En 1929, le maréchal Pietro Badoglio est nommé gouverneur des deux colonies de Tripolitaine et de Cyrénaïque. Le général Rodolfo Graziani, fidèle du régime fasciste, devient quant à lui vice-gouverneur de Cyrénaïque. Entre 1930 et 1931, les Italiens occupent l'ensemble du Fezzan et l'oasis de Koufra, grâce aux opérations de Graziani. Ce dernier, en effet, a compris que la rapidité dans les mouvements et les déplacements était fondamentale pour ne pas laisser de répit à l'ennemi ; sur ce chapitre, il reçoit la contribution décisive de la cavalerie indigène et des méharis intégrés dans des « colonnes mobiles ». Si la situation est maîtrisée dans le Fezzan, elle est nettement plus délicate en Cyrénaïque, où le cheikh Omar al-Mokhtar, soutenu par les Sanussi, dirige une guérilla de moudjahidines et fait régner une insécurité générale.
Excellent stratège, bénéficiant du soutien des populations locales profondément hostiles à l'expansion italienne dans les régions intérieures de la Libye, Omar al-Mokhtar empêche les Italiens de reprendre le contrôle de la province. Grâce à sa parfaite connaissance de ce territoire difficilement accessible, et bien que ne disposant que de modestes effectifs (jamais plus de 3 000 hommes) il déchaîne contre les troupes italiennes une guerre impitoyable menée par de petites bandes, en leur infligeant de lourdes pertes.
Pour éradiquer la guérilla senoussite en Cyrénaïque, les forces italiennes recourent, sur l'ordre de Graziani, à des méthodes impitoyables de représailles contre la population locale quand elle était accusée d'appuyer la rébellion. Des exécutions massives et publiques de Libyens capturés les armes à la main sont organisées. La confrérie sénoussite, qui appuie la guérilla, est privée de ses biens et soumise à une répression sévère (plus de trente chefs religieux sont déportés en Italie et les zavie, centres politiques et économiques de l'ordre, sont confisqués). En outre, pour empêcher la livraison de matériel en provenance d'Égypte, Graziani fait élever, depuis le port de Bardîyah (Bardia) jusqu'à l'oasis d'al-Giagbūûb (Giarabub), une clôture de fil barbelé longue de 270 kilomètres et constamment surveillée par des troupes italiennes.
Enfin, les Italiens déportent plus de la moitié de la population de la province dans treize camps de concentration préparés dans l'Est et le Sud du pays. L'évacuation du haut plateau cyrénaïque commence en juin 1930 et se prolonge plusieurs mois. Environ 100 000 personnes perdent la vie en raison des épidémies provoquées par les fatigues d'une marche longue et épuisante (parfois plus de 1 000 kilomètres), mais aussi, en partie, en raison des violences et des conditions très dures auxquelles elles étaient soumises dans les camps de concentration italiens. Les troupes italiennes, au cours de ces opérations, détruisent beaucoup de localités évacuées, avec les cultures et le bétail qui s'y trouvent, et réagissent aux attaques dont elles font l'objet par des exécutions sommaires.
Pour garantir sa supériorité technologique et numérique contre les moudjahidines, l'Armée de terre italienne crée des unités mobiles constituées d'effectifs italiens et indigènes, ces derniers étant recrutés dans les colonies africaines. Ces derniers viennent pour la plupart d'Érythrée et de Somalie, sont de religion chrétienne et s'opposaient farouchement aux musulmans. Des Libyens ralliés grossissent également les rangs des troupes coloniales. Les troupes italiennes ont également, pour la première fois dans une guerre coloniale, recours à l'aviation et aux blindés pour affronter les guérilleros et les civils qui leur étaient liés.
Dépourvu désormais de tout soutien, Omar al-Mokhtar voit se disperser ses troupes. Il est blessé et capturé le 11 septembre 1931, pendant la bataille de Wadi Bou Taga au cours d'une fusillade avec des Libyens ralliés. Transféré par mer à Benghazi, il a droit à un semblant de procès et à un bref entretien avec Graziani. Le 16 septembre, il est pendu dans le camp de concentration de Suluq, devant 20 000 Libyens qu'on avait fait venir en foule des camps voisins. La mort d'Omar al-Mokhtar sonne le glas de la résistance libyenne et les trois provinces sont réunifiées sous commandement italien.
La disparition du chef de la guérilla libyenne met fin à vingt ans de guerre et achève la pacification totale de la Tripolitaine, de la Cyrénaïque et du Fezzan, les trois régions qui désormais constituent la Libye.
L'armée italienne en revanche, au cours des nombreuses opérations nécessaires à la conquête de la Libye, ne subit que des pertes relativement faibles comparées à celles de l'adversaire : le nombre de soldats italiens tués en Libye entre 1911 et 1939 est de 8 898 (dont 1 432 dans la guerre de 1911-1912).
La pacification de la Libye italienne réalisée par Rodolfo Graziani est si complète que, quelques années plus tard, au cours des différentes campagnes militaires entre les Alliés et l'Axe en Afrique du Nord entre 1940 et 1942, Churchill lui-même se plaint dans ses Mémoires de n'avoir reçu aucun soutien des Arabes et des Berbères de Libye. Au contraire, c'est par milliers que, dans les troupes coloniales italiennes, des Libyens musulmans ralliés se distinguent pendant la Seconde Guerre mondiale.
La conquête italienne cause au pays de lourdes pertes humaines et matérielles : aux dizaines de milliers de morts s'ajoute le bouleversement de l'organisation sociale et de l'économie traditionnelle. Les structures agro-pastorales sont anéanties et le pays est partiellement dépeuplé : un fort courant d'émigration a conduit une partie de la population vers des pays voisins du Maghreb ou d'Afrique subsaharienne.

## Réorganisation et développement de la colonie
- 1912 : de l'Empire Ottoman (traité de Lausanne)
- 1912 : de l'Empire Ottoman (traité de Lausanne), in facto en 1931
- 1919 : de la France (traité de Versailles)
- 1926 : de l'Égypte
- 1934 : du Soudan anglo-égyptien (triangle de Sarra)
- 1935 : de la France (bande d'Aozou)

Formation progressive de la Libye italienne :

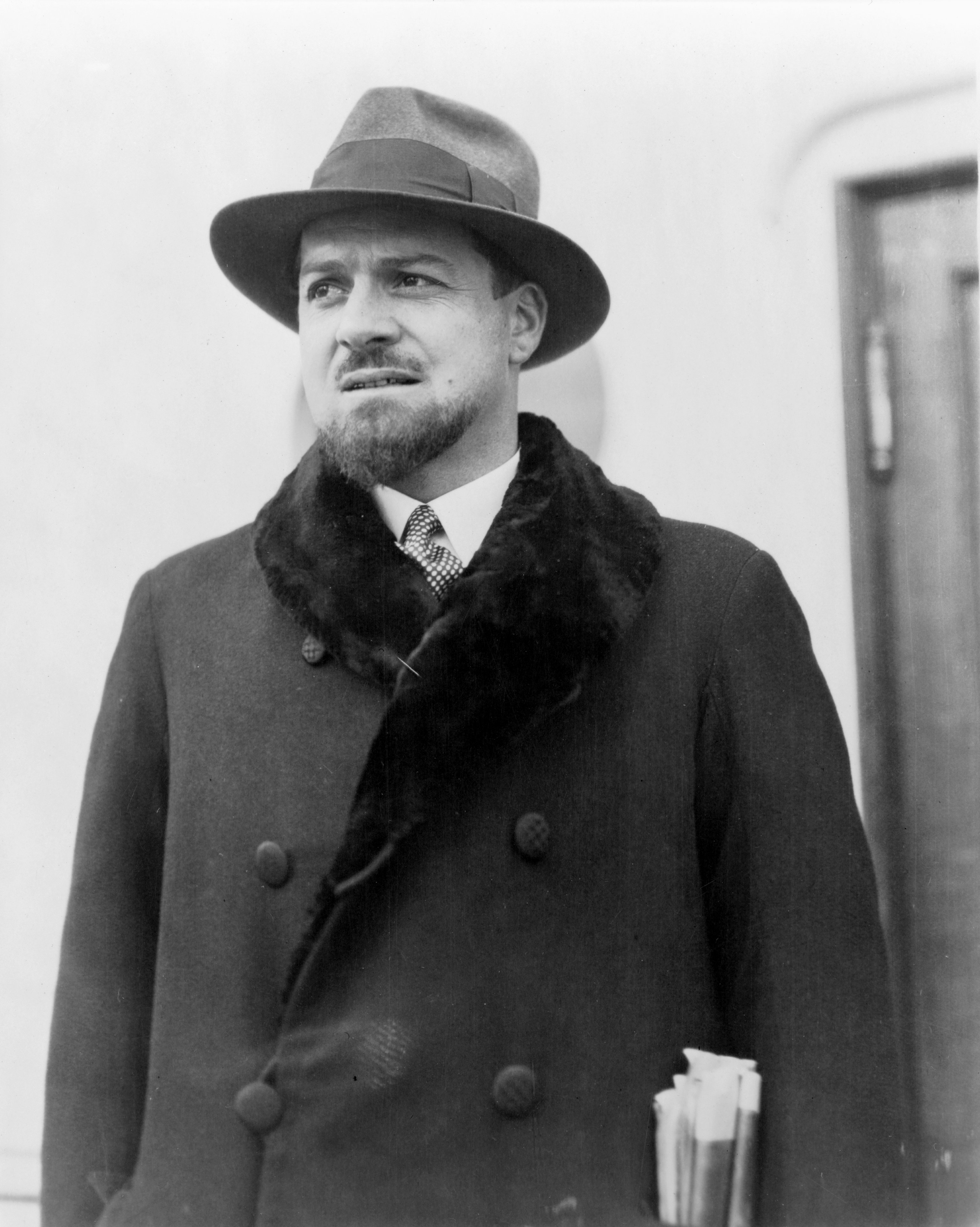
Italo Balbo, gouverneur général de la Libye de 1934 à 1940.

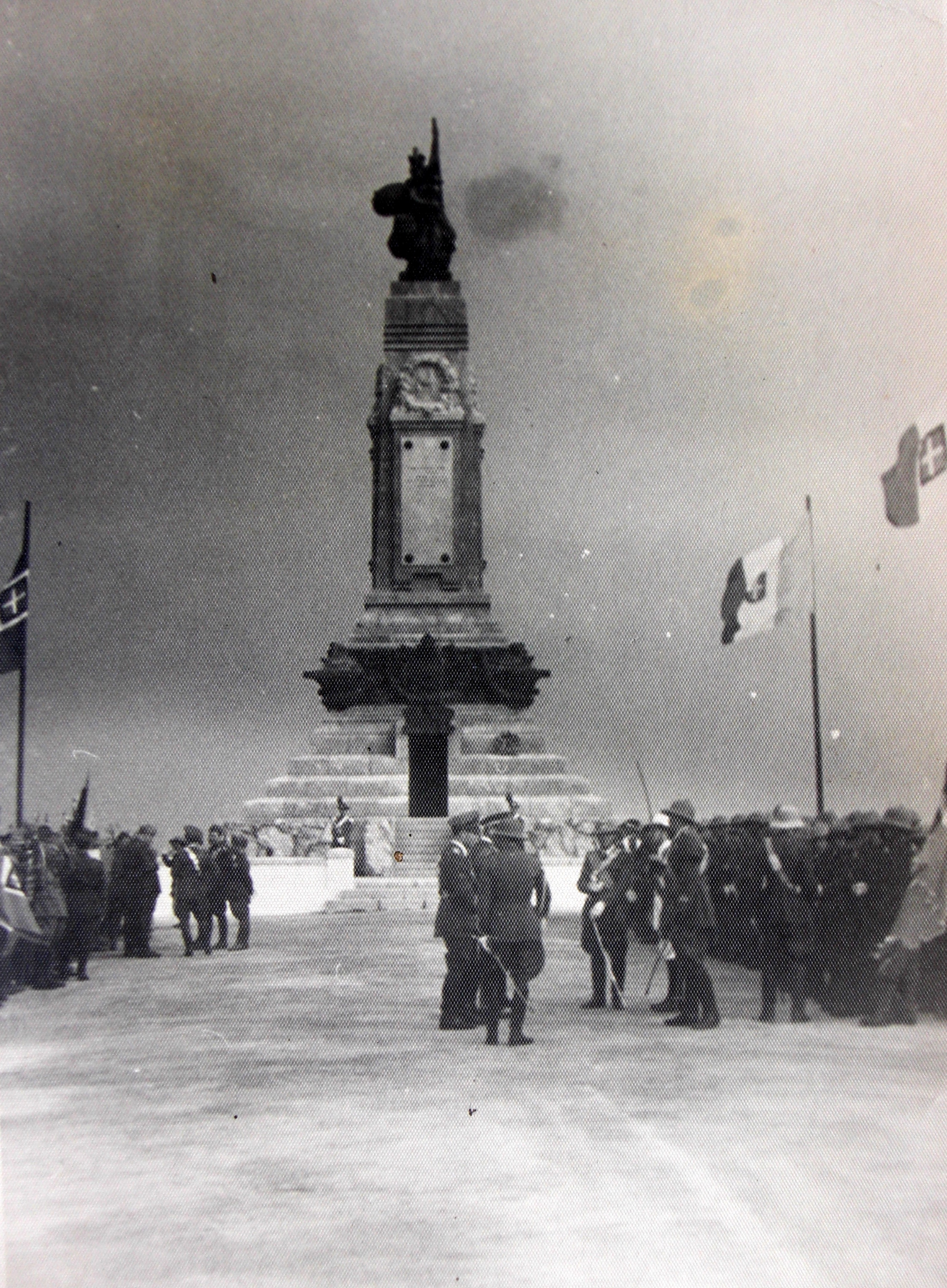
Le roi Victor-Emmanuel III à Benghazi, en mai 1938.

Dès 1923, un décret du gouverneur Volpi établit les règles de la concession de terres de colonie. Mais, du fait de l'absence totale d'infrastructures et de la priorité donnée à l'effort militaire, la colonisation de la Libye demeure embryonnaire dans les premières années, seuls 44 000 Italiens s'étant installés en 1931. Les concessions de terres sont de vaste étendue — en moyenne 265 hectares, mais certaines en comptent plusieurs milliers — et sont surtout remises à des sociétés financières et à de riches investisseurs.
Au début des années 1930, Mussolini ordonne le début d'une vaste immigration d'Italiens dans les domaines arables de la colonie et cherche à intégrer la population locale, arabe et berbère, en constituant des troupes coloniales. En 1932 est créé un institut spécifiquement chargé d'organiser la colonisation, l'Ente per la colonizzazione della Cirenaica, rebaptisé en 1935 Ente per la colonizzazione della Libia. Mussolini entame également en Libye, après 1934, une politique favorable aux Arabes, en les qualifiant de « musulmans du quatrième rivage de l'Italie » et en construisant pour eux des villages (avec mosquées, écoles et hôpitaux). Venus notamment de Vénétie, de Sicile, de Calabre et de Basilicate, les Italiens forment en 1939 13 % de la population, regroupés sur la côte autour de Tripoli et de Benghazi (où ils constituent respectivement 37 % et 31 % de la population).
En 1934, le maréchal Italo Balbo est nommé gouverneur général de la Libye, devenant le premier titulaire du poste, ce qui marque la réunification officielle de la Tripolitaine et de la Cyrénaïque. Le 9 juin, la Libye italienne se voit dotée d'une administration unifiée. Balbo fait construire de toutes pièces un réseau routier et développe l'implantation italienne via la création de nouveaux villages de colons, auxquels sont attribués des lopins agricoles. Les Italiens construisent en moins de trente ans (1912-1940) des infrastructures remarquables (routes, ponts, chemins de fer, hôpitaux, ports, édifices, et d'autres encore) et l'économie libyenne en tire des effets bénéfiques. Des nombreux paysans italiens font reverdir des terrains semi-désertiques, en particulier dans la région de Cyrène. Les villes sont rénovées suivant une politique d'urbanisation systématique, Tripoli, Benghazi ou Derna acquérant une architecture nettement coloniale. La colonisation s'accélère nettement à partir de 1938 : chaque colon reçoit alors 25 hectares de terre, accompagnés d'une maison d'habitation, d'un groupe électrogène, et d'un puits. Au total, environ 274 000 hectares sont répartis, dont 231 000 en Tripolitaine (avec 3 960 familles et 23 000 personnes) et 143 000 en Cyrénaïque (avec 2 000 familles et 23 000 personnes). Certaines estimations évoquent une population d'environ 100 000 — voire 120 000 — colons italiens en Libye à la veille de la Seconde Guerre mondiale, auxquels s'ajoutent environ 400 000 militaires. Les Italiens développent également les fouilles archéologiques en Libye. Des villes romaines disparues (comme Leptis Magna et Sabratha) sont redécouvertes et montrées comme un symbole du droit de l'Italie à posséder la Libye autrefois romaine. À cette période, la Libye italienne en vient à être considérée comme la nouvelle « Amérique » pour l'émigration italienne. De nombreux villages sont créés, avec un centre caractérisé par l'église, le municipio (hôtel de ville), le dispensaire, l'école et la Casa del fascio (Maison du faisceau, représentation locale du Parti national fasciste). Les Libyens, quant à eux, reçoivent également des terres de colonisation, mais dans des proportions infimes : 1 393 hectares dans trois villages seulement. Les autres villages indigènes prévus restent à l'état de projet,.
Balbo divise en 1937 la Libye italienne en quatre provinces et un territoire saharien :
- la province de Tripoli (it), chef-lieu Tripoli ;
- la province de Benghazi (it), chef-lieu Benghazi ;
- la province de Derna (it), chef-lieu Derna ;
- la province de Misurata (it), chef-lieu Misurata ;
- le territoire militaire du Sud (it), chef-lieu Houn (où un commandement militaire avait la tâche de gouverner le Sahara libyen).

En 1938, les quatre commissariats de la zone côtière constituent des préfectures calquées sur le modèle de la métropole, à Tripoli, Misrata, Benghazi et Derna. Le Sud du pays reste un territoire sous administration militaire.
L'effort de mise en valeur agricole d'Italo Balbo modifie en profondeur non seulement le paysage architectural de la Libye, mais également son mode de vie, en marquant un net retour à la sédentarité, au détriment du nomadisme majoritaire depuis environ un millénaire.
Les Italiens développent fortement le catholicisme en Libye, grâce notamment à la création de nombreuses églises et missions. Au vicariat apostolique de Tripoli, confié en 1940 à l'évêque Camillo Vittorino Facchinetti, est assigné environ le quart de la population de la Libye italienne (y compris les colons italiens).
En 1938, le gouverneur italien Balbo fait venir 20 000 nouveaux colons italiens en Libye et fonde pour eux 26 nouveaux villages, principalement en Cyrénaïque. En outre, il cherche à assimiler les musulmans libyens grâce à une politique amicale et crée, en 1939, 10 villages pour Arabes et Berbères : « El Fager » (al-Fajr, « Alba »), « Nahima » (Deliziosa), « Azizia » ('Aziziyya, « Meravigliosa »), « Nahiba » (Risorta), « Mansura » (Vittoriosa), « Chadra » (Khadra, « Verde »), « Zahara » (Zahra, « Fiorita »), « Gedida » (Jadida, « Nuova »), « Mamhura » (Fiorente), « El Beida » (al-Bayda', « La Bianca »). Tous ces villages bénéficient de leur mosquée, leur école, leur centre social (avec gymnase et cinéma) et un petit hôpital, ce qui représente une nouveauté absolue pour le monde arabe en Afrique du Nord.

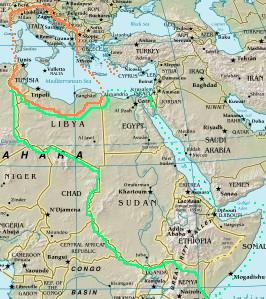
Projet d'extension de l'Empire italien durant la Seconde Guerre mondiale. Après la victoire escomptée contre les Alliés de la Seconde Guerre mondiale, la Libye devait faire partie du projet fasciste d'une Grande Italie dans sa section côtière (en orangé), pendant que l'intérieur saharien devait faire partie de l'Empire italien (en vert).

Le tourisme fait également l'objet d'une attention particulière avec l'institution de ETAL (Ente turistico alberghiero della Libia), organisme touristique hôtelier de Libye, qui gère des auberges, des lignes d'autocar de grand tourisme, des spectacles théâtraux et musicaux dans le théâtre romain de Sabratha, le Grand Prix de Tripoli organisé à la Mellaha, une pittoresque localité entre les oasis tripolitaines, et bien d'autres initiatives.
Au début de la Seconde Guerre mondiale, Balbo projette d'atteindre le demi-million de colons italiens dans les années 1960. Du reste Tripoli a déjà en 1939 une population de 111 124 habitants, dont 41 304 (37 %) résidents italiens. En 1940, Italo Balbo a construit 400 km de nouveaux chemins de fer et 4 000 km de nouvelles routes (la plus connue est la via Balbia qui porte son nom et longeait la côte de Tripoli à Tobrouk).
Le 9 janvier 1939, la colonie de la Libye est intégrée dans le territoire métropolitain du royaume d'Italie : la Libye est alors surnommée le Quatrième rivage de l'Italie (Quarta sponda), thème classique de l'Irrédentisme italien.

## La Seconde Guerre mondiale
La situation se tend en 1938 dans la région, du fait du rapprochement de l'Italie avec l'Allemagne nazie. Les frontières de la Libye italienne avec le protectorat français de Tunisie, le royaume d'Égypte et les colonies françaises en Afrique ont été délimitées par une série de traités entre 1910 et 1935, mais un nouveau litige a lieu en 1938 avec la France au sujet de l'attribution à la Libye d'une bande de terre de 1200 km au Nord Tibesti, la bande d’Aozou. Dans un contexte de tensions internationales renforcées, la proximité de la Libye italienne avec le protectorat français de Tunisie suscite des inquiétudes de part et d'autre.
L’Italie entre dans la Seconde Guerre mondiale le 10 juin 1940. Italo Balbo meurt moins de trois semaines plus tard, lorsque son avion est abattu, apparemment par erreur, par un tir italien : Rodolfo Graziani est renvoyé en Libye pour le remplacer et, sur injonction de Mussolini, engage l'offensive en direction de l'Égypte, contre les troupes britanniques d'Archibald Wavell. La contre-offensive des Britanniques leur permet d'occuper Benghazi à partir du 5 février 1941. L'Afrikakorps de Rommel permet aux forces de l'Axe de reprendre le dessus, mais Italiens et Allemands doivent ensuite à nouveau se retirer de la Cyrénaïque, avant de contre-attaquer une nouvelle fois.
Les fascistes déportèrent des milliers de Juifs libyens dans des camps de concentration en plein désert, où beaucoup perdirent la vie.
L'émir Idris, en exil, conclut un accord avec les Britanniques, qui aboutit à la mise sur pied d'une Libyan arab force qui combat aux côtés des Alliés. Le 8 janvier 1942, Anthony Eden déclare lors d'une allocution parlementaire que le Royaume-Uni ne permettra pas le retour de l'Italie en Cyrénaïque. Le 23 janvier, Idris réclame l'indépendance de la Libye entière et la mise sur pied d'un comité anglo-libyen pour préparer la formation d'un gouvernement libyen.
La Cyrénaïque est particulièrement touchée par le conflit, et Benghazi est en ruines. La dernière contre-offensive victorieuse de Montgomery lui permet, le 23 janvier 1943, d'occuper Tripoli. Le 1er mars, les troupes françaises de Leclerc font leur jonction avec les troupes britanniques dans la région de Tarhounah, après avoir occupé le Fezzan.

## La fin de la Libye italienne
À la suite de l'évacuation des forces italiennes et allemandes, une administration militaire alliée s'installe. Elle est répartie entre l'Administration militaire britannique en Tripolitaine et en Cyrénaïque, et le territoire du Fezzan confié à la France. Les fonctionnaires italiens de rang inférieur sont maintenus en place par les Alliés en Tripolitaine, où continuent de vivre environ 44 000 colons ; en Cyrénaïque, les Italiens ont presque totalement évacué la province, et seuls demeurent sur place une cinquantaine de religieux. Au Fezzan, les Français réfléchissent à un possible rattachement de la région à l'Algérie française.
Le 10 février 1947, lors de la signature du traité de Paris, l'Italie renonce à ses droits sur la Libye. L'ancienne puissance colonisatrice n'abandonne cependant pas toute ambition et en 1949, le comte Carlo Sforza, ministre italien des Affaires étrangères, tente de négocier avec les Britanniques un compromis qui permettrait à l'Italie d'organiser un nouvel État tripolitain, tandis qu'Idris conserverait la Cyrénaïque et les Français le Fezzan. Cette idée provoque de violentes réactions à Tripoli entre le 11 et le 19 mai 1949, et l'idée est abandonnée, la Libye s'orientant vers un statut d'État unitaire.
Le 2 octobre 1956, l'Italie signe avec le royaume uni de Libye un traité garantissant le patrimoine italien en Libye, tout en accordant à son ancienne colonie 2 750 000 lires de dommages de guerre. Environ 27 000 Italiens continuent, après-guerre, de vivre en Libye et, pour certains, d'y posséder des exploitations agricoles, bien que le nombre de celles-ci tende à décroître rapidement. Le colonel Mouammar Kadhafi, arrivé au pouvoir en 1969, se fixe rapidement pour objectif la récupération des terres fertiles du pays : en octobre 1970, le gouvernement de la République arabe libyenne procède à l'expropriation et à l'expulsion d'environ 13 000 « colons » agriculteurs ; leurs biens sont nationalisés,.
Du fait notamment de ses besoins énergétiques, l'Italie continue néanmoins d'entretenir des relations politiques et commerciales étroites avec son ancienne colonie, y compris dans les années 1980 au plus fort de l'isolement politique du régime de Kadhafi. En 2008, le président du Conseil italien Silvio Berlusconi signe avec Mouammar Kadhafi un accord destiné à solder le passif de la colonisation, l'Italie s'engageant à verser sur 25 ans 5 milliards de dollars de dédommagement à son ancienne colonie. Les liens économiques entre les deux pays se développent rapidement, et l'Italie est en 2011 le premier partenaire commercial de la Libye, qui lui fournit alors une aide non négligeable pour lutter contre l'immigration clandestine,.
En 2011, lors de la révolution libyenne qui renverse le régime de Kadhafi, le versement de l'indemnisation italienne est suspendu, car la Libye se retrouve rapidement dans le chaos d'une guerre civile, et les Italiens ignoraient à quelle autorité compétente verser les fonds. L'Italie attend l'instauration d'un nouvel État libyen stable pour reprendre les versements[réf. nécessaire].